# Піксибоб
Піксибоб (англ. Ріхівов, РІХ) — порода кішок, що утворилася в результаті схрещування домашніх кішок з дикими короткохвостими лісовими котами.

## Історія
Мета такого схрещування — створити домашню кішку із зовнішністю, подібною до дикої північноамериканської рисі. Наприкінці 80-х років XX ст. від гібридних кішок була отримана кішка, що за зовнішнім виглядом і забарвленням скидалася на рись. Вона стала прамати породи. Порода була зареєстрована спочатку в REFR (Реєстратура рідкісних та екзотичних кішок). У 1995 році була зареєстрована в ТІСА. Є рідкісною породою.

## Характер
Кішки цієї породи, попри свій дикий і досить грізний вигляд, ласкаві, слухняні, прихильні. Вони активні, спритні, добре бігають і стрибають. Дуже довірливі й ніжні.

## Зовнішній вигляд
Кішки породи піксибоб — це масивні важкі тварини середніх і великих розмірів. Тіло видовжене, повне, з важким скелетом, добре розвиненою мускулатурою. Груди добре розвинені, глибокі, міцні. Спина з невеликим прогином нижче плечей, плечі випуклі. Кінцівки великі, важкі, масивні, мускулясті. Стегна випуклі, важкі, при звичайній поставі здаються трохи вищими спини. Передні кінцівки трохи коротші, ніж задні. Лапи великі, круглі. Допускається полідактилія, наявність деякої надлишкової шкіри. Шкіра товста.
Піксибоб своєю зовнішністю нагадує північноамериканську рись. У нього добре розвинені надбрівні дуги, є бакенбарди й китиці на вухах, короткий хвіст. Особливістю породи є те, що на кінцівках можуть бути додаткові пальці (багатопалість, або полідактилія). Полідактилія допускається для виставки NBC (Нові породи й забарвлення). Піксибоб розводиться у двох різновидах: короткошерстому й напівдовгошерстому.
Голова середніх або великих розмірів, грушоподібної форми. Має невеликий перехід до спинки носа на рівні очей. Чоло трохи округлене. Виражені надбрівні дуги. Ніс широкий, з віком може стати трохи кирпатим. Мочка носа велика, цегляно-червона. Морда широка, довга, з добре вираженим переривом в області виступаючих подушечок для вібрис. На морді розташовані темні мітки у вигляді плям або трикутників. Щоки розвинені. Підборіддя масивне, опукле, з настовбурченою шерстю. Вуха широкі в основі, з трохи округленими кінчиками, трохи зрушені назад на черепі. Бажані легкі, негусті китиці на вухах (як у рисі) чорного або темно-коричневого кольору. На зовнішньому боці вух малюнок у вигляді відбитка великого пальця. Очі середнього розміру, округлої або мигдалеподібної форми, широко розставлені, глибоко посаджені, трохи нахилені до носа. Колір очей від золотаво-жовтого до жовто-зеленого (допускається зелений). Шия товста, середньої довжини.
Шерсть має «люмінесцентну» властивість. За довжиною шерсті розрізняють два різновиди: короткошерстий і напівдовгошерстий. У короткошерстого шерсть не дуже густа, не прилягає, віддалена від тіла. Підшерстя тонке, шовковисте. У напівдовгошерстої шерсть середньої довжини із середньою щільністю й невеликим підшерстям. Навколо шиї не повинно бути довгого підвісу.
В обох різновидів на щоках шерсть довша, ніж на іншій частині голови (бакенбарди як у рисі). Більше виражена в котів, особливо в напівдовгошерстих. Характерні сезонні зміни шерстного покриву.

### Забарвлення
Забарвлення допускається з тикінгом агуті, із чорним малюнком табі (смугасте або плямисте). Плями повинні бути круглої, овальної форми або у вигляді розеток. Тикінг повинен мати велику кількість смуг. Легкий кремово-білий тон навколо очей, на підборідді, на подушечках під вусами, на животі, на внутрішній поверхні кінцівок і нижній частині хвоста. На животі повинні розташовуватися плями різної величини: круглі, у вигляді пунктиру або півмісяця.

## Світлини

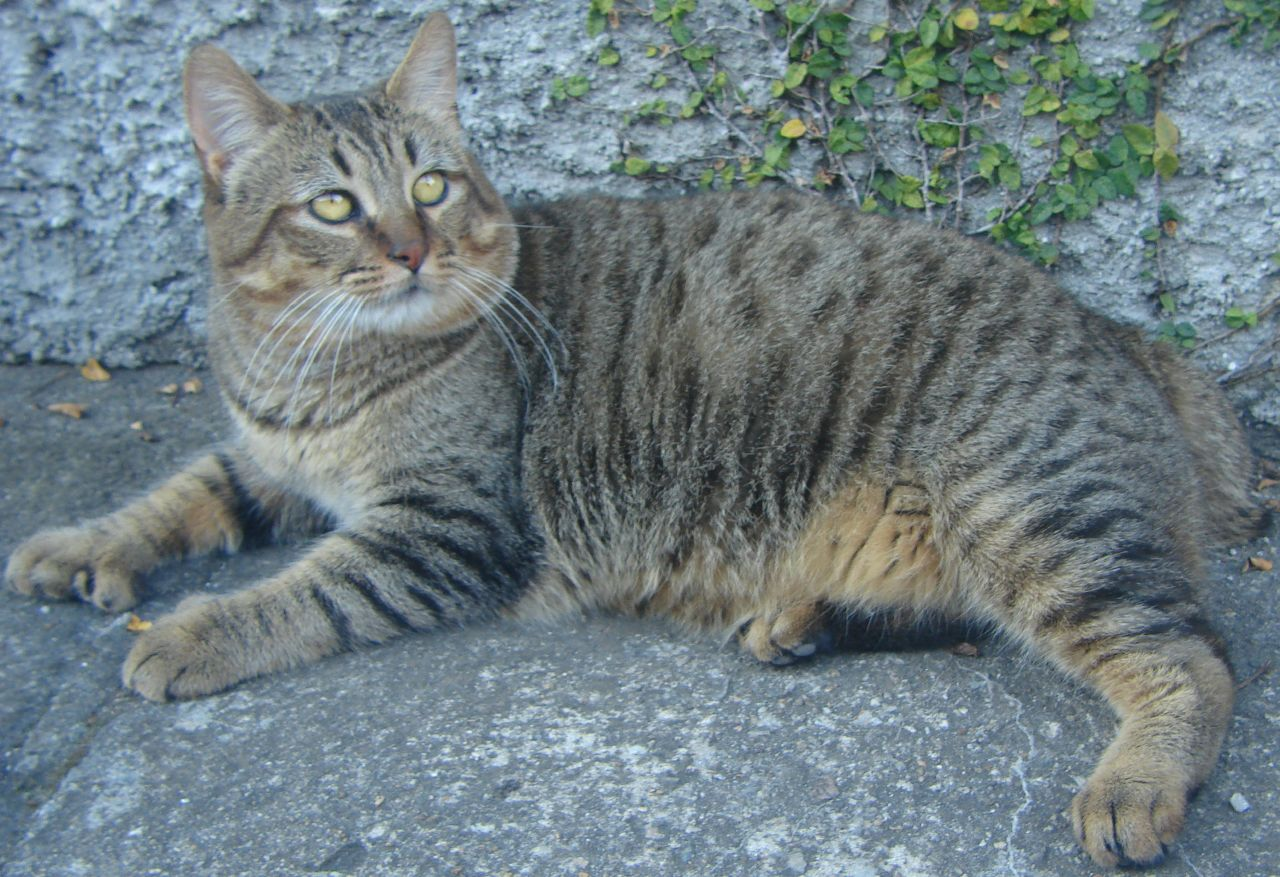
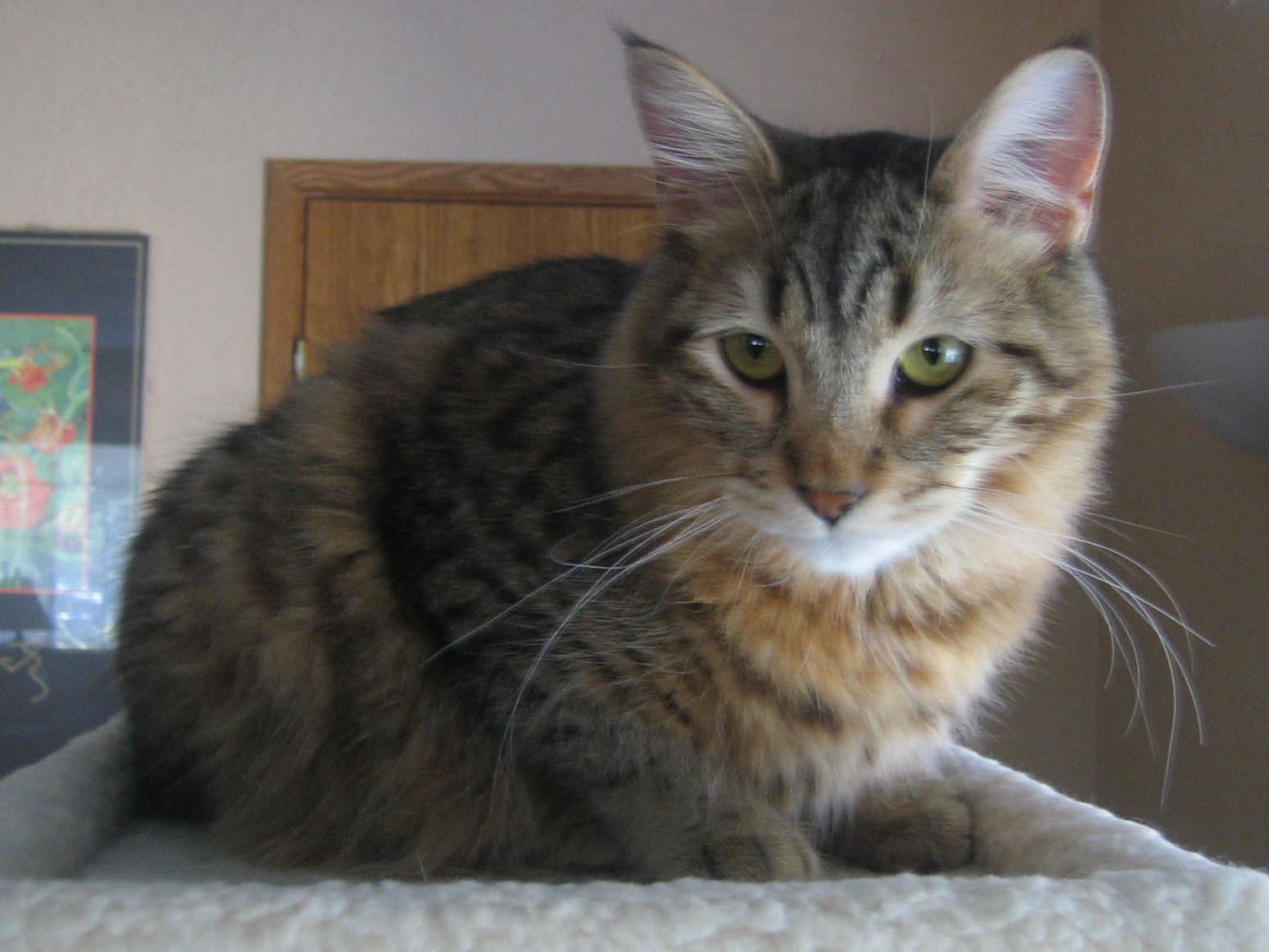
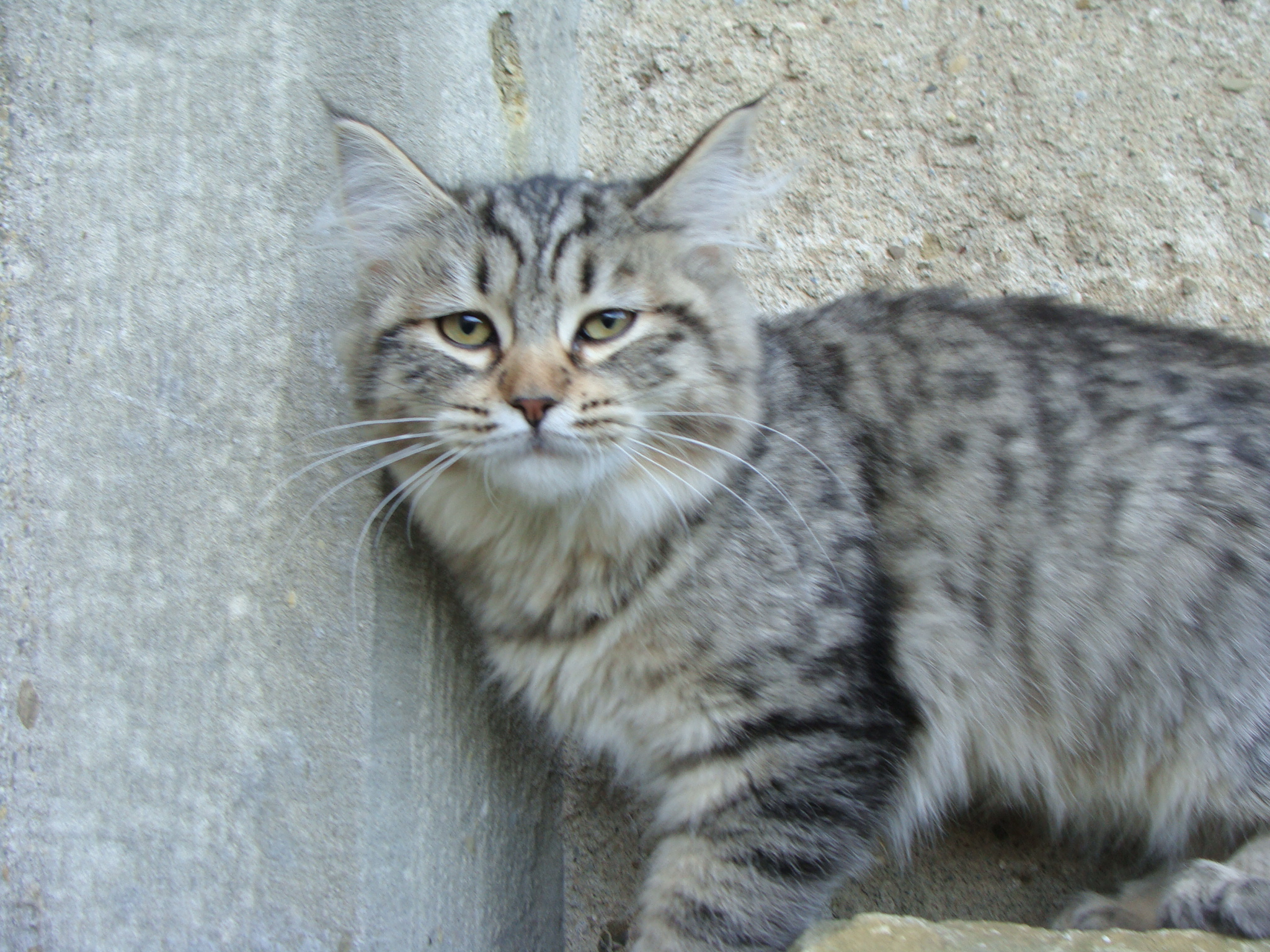
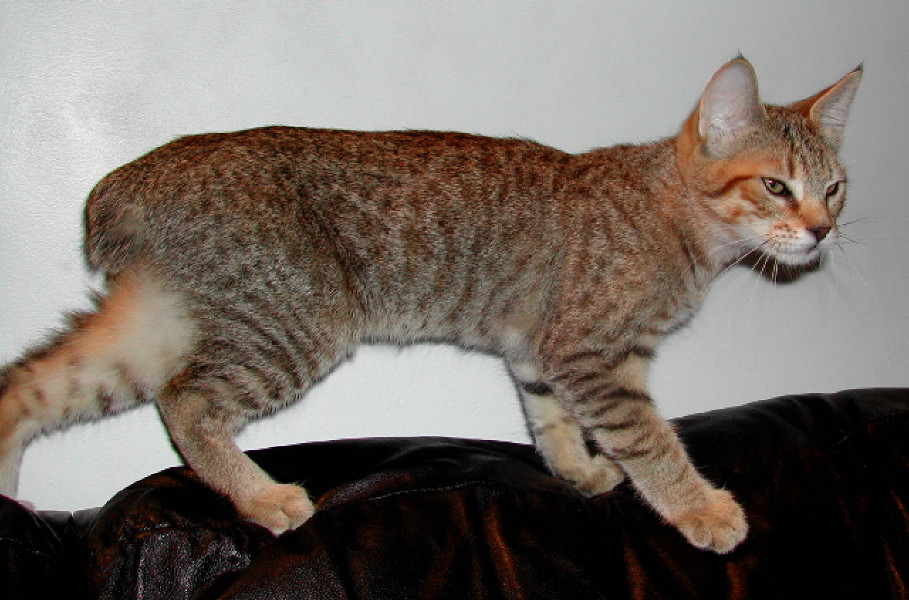
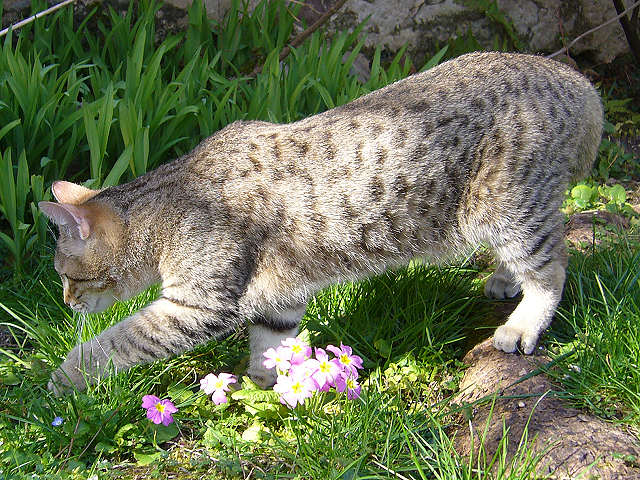
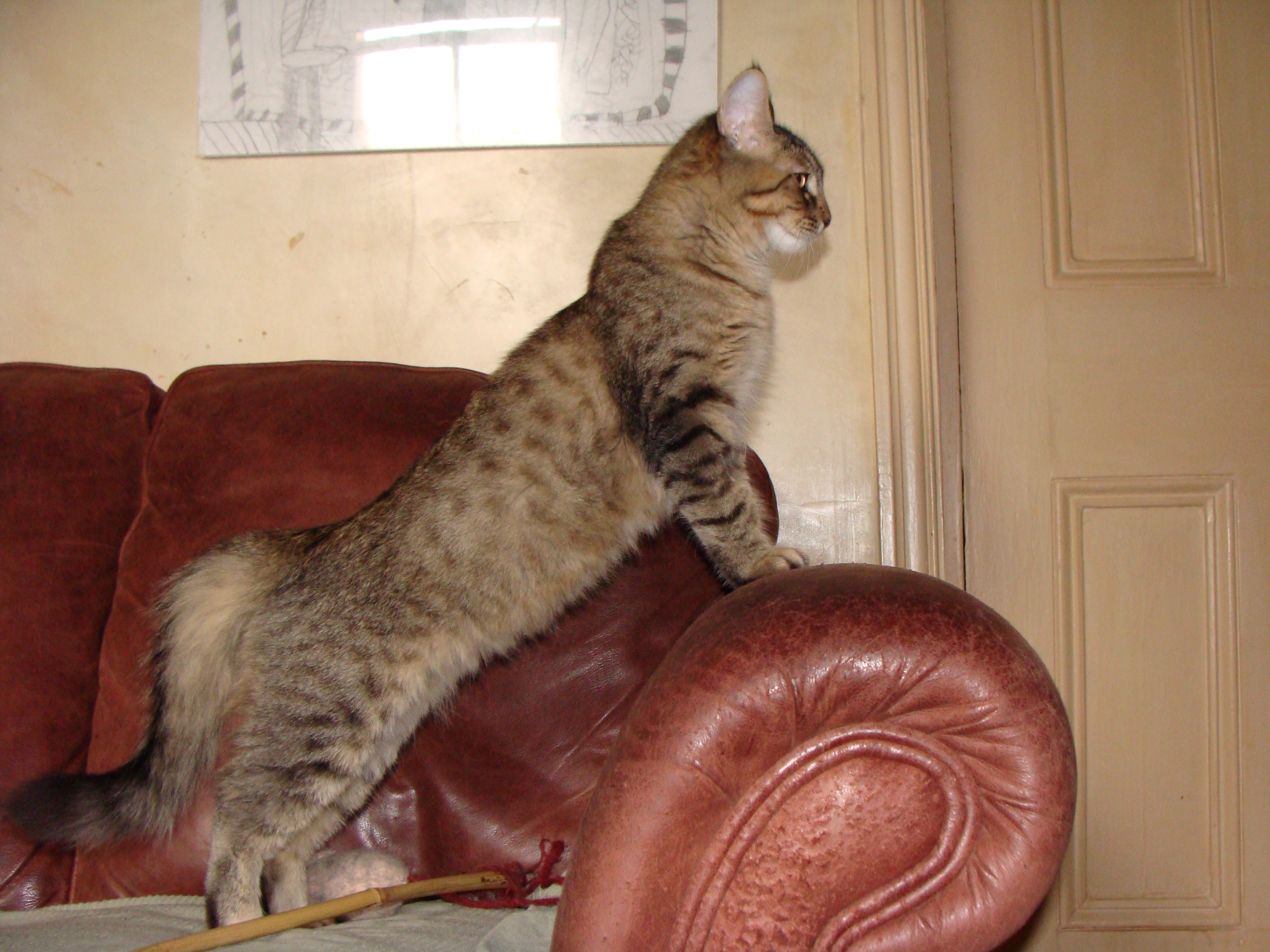